# Amàlia García Miralles
Amàlia García Miralles (Alcoi, Alacant; 4 de gener de 1860- Alcoi, octubre de 1955), coneguda com a Donya Amàlia, fou mestra i una figura rellevant per la seua tasca en diferents serveis públics a la localitat d'Alcoi, en què invertí gran part del seu temps de manera filantrópica. Una dona que va viure a finals del segle xix i principis del XX en un context històric intens i en procés de modernització de la ciutat en què vivia.

## Biografia
Amàlia García Miralles va nàixer el 4 de gener de 1860 dins d'una familia treballadora. Va estudiar lletres a Alcoi i posteriorment estudià la carrera de mestra. Fou mestra nacional i hi havia una gran manca d'escoles, llavors es va dedicar a impartir classes nocturnes al convent de Sant Agustí per a les treballadores de la llar.
L'any 1885 es casà amb l'escultor i músic José Carbonell Vilaplana, autor de l'altar de les ànimes, de la parròquia de Santa Maria. El matrimoni va tenir onze fills, dels quals sols van sobreviure cinc. Donya Amàlia va enviduar molt prematurament i decidí junt el capellá del Sant Sepulcre D. José Boronat Payá i l'arxipreste d'Alcoi, Juan Bautista Escrivá Llorca, fundar al 1910 al seu propi domicili la casa d'acollida d'orfes i escoleta per xiquetes i xiquets de mares treballadores i que regentà fins al 1936. En aquesta casa les mares treballadores podien deixar els seus fills durant el dia i on a més donaven de menjar per 10 cèntims i els impartia classes.
Tots els anys Donya Amàlia organitzava excursions a la Font Roja amb els seus alumnes, moment en què D. Joaquin Rovira Merita, III Comte de Rótova i III Baró de l'Uxola conegueren la seua tasca pedagògica i assistencial, de qui va obtenir la casa situada al carrer Ambaixador Irles. en dita casa va instal·lar les seues classes a la planta alta i a la de baix habilità un ampli menjador on s'assistiren al voltant de dos-cents menors desprotegits. Va assistir fins a 225 xiquetes i xiquets
Amb l'ajuda de Mossén Rafel de l'Ave María, va crear una Escola Normalista, coneguda com a “Escola de l'Ave María” i junt José Boronat Payá va fundar el Patronat d'Obreres del Sagrat Cor de Jesús, lloc en què s'impartien classes nocturnes a dones treballadores. També contribuí amb la creació d'una residència de dones majors, on disposaven d'una xicoteta habitació, dret a cuina, llavadors, i altres serveis per una peseta al mes.
Des del 12 d'agost de 1922, va poder organitzar les primeres colònies d'estiu per escolars a la casa "Molí de Foc", comprada per l'Ajuntament d'Alcoi a la platja de Vila-Joiosa i on les xiquetes i xiquets, habituats a viure als barris obrers d'Alcoi, a cases conegudes de dos claus, unes cases menudes, insalubres i amb mala ventilació, podien gaudir de l'aire lliure i el mar.
Després de la Guerra Civil, Donya Amàlia es va retirar al convent del Sant Sepulcre, on profesà de monja agustina descalça, sota el nom d'Amàlia de la Resurrecció, acompanyada de dos de les seues filles, també religioses. Allí va morir a octubre de 1955, als 96 anys